# Sophus Mads Jørgensen
Pour les articles homonymes, voir Jørgensen.
Sophus Mads Jørgensen, né le 4 juillet 1837 à Slagelse au Danemark et mort le 1er avril 1914, est un chimiste danois. 

## Biographie
Il est considéré comme l'un des fondateurs de la chimie de coordination et est connu pour les débats qu'il a entretenus avec Alfred Werner de 1893 à 1899. Alors que le travail théorique de Jørgensen sur la chimie de coordination s'est finalement révélé incorrect, son travail expérimental sert en grande partie de base aux théories de Werner. Jørgensen contribue aussi grandement à la chimie du platine et du rhodium. Il est membre du conseil d'administration de la Fondation Carlsberg de 1885 jusqu'à sa mort en 1914 et est élu membre de l'Académie royale des sciences de Suède en 1899.